# Aloe thompsoniae
Aloe thompsoniae är en grästrädsväxtart som beskrevs av Groenew. Aloe thompsoniae ingår i släktet Aloe och familjen grästrädsväxter. Inga underarter finns listade i Catalogue of Life.